# Виноградова, Галина Владимировна
Галина Владимировна Виноградова (девичья фамилия Галкина, род. 10 февраля 1979) — Мастер спорта международного класса (2009), российская ориентировщица, серебряный призёр чемпионата мира в эстафете по спортивному ориентированию.
Участвовала в юниорских чемпионатах с 1996 года:
- 1996 средняя дистанция, Говора, Румыния — 69 место.
- 1997 длинная дистанция, Леопольдсбург, Бельгия — 53 место.
- 1997 средняя дистанция, Леопольдсбург, Бельгия — 50 место
- 1997 эстафета, Леопольдсбург, Бельгия — 4 место.
- 1998 средняя дистанция, Реймс, Франция — 25 место.
- 1998 длинная дистанция, Реймс, Франция — 28 место.
- 1998 эстафета, Реймс, Франция — 2 место.
- 1999 длинная дистанция, Варна, Болгария — 20 место.

На чемпионате мира по спортивному ориентированию в Чехии в 2008 в составе эстафетной команды (Татьяна Рябкина, Юлия Новикова и Галина Виноградова) завоевала серебряную медаль. Эта медаль стала первой российской медалью в женской эстафете на чемпионатах мира по ориентированию бегом.
В 2011 году выиграла второй этап Кубка мира (спринт) проходивший в шведском Гётеборге.
Родом из Барнаула. Муж Михаил Виноградов — один из тренеров сборной команды России и главный тренер одного из самых титулованных норвежских клубов Halden Skiklubb. Имеет дочь Анну и сына Владислава (род. 31.08.2012). Проживает в Барнауле.